# Leonid Krassine
Leonid Borissovitch Krassine (en russe : Леонид Борисович Красин), né le 3 juillet 1870 à Tobolsk et mort le 24 novembre 1926 à Londres, est un dirigeant bolchevik russe. Deux brise-glaces portent son nom en son honneur, le premier construit en 1917 et le second en 1976.

## Biographie
Krassine rejoignit le mouvement social-démocrate en Russie impériale dans les années 1890.
Il obtint un diplôme d’ingénieur de l’Institut Technologique de Kharkov en 1901.
Lors de la rupture entre les mencheviks et les bolcheviks en 1903, il soutint les bolcheviks et fut élu au Comité Central la même année.
Il devint le bras droit de Lénine, responsable des groupes d’action, et dirigea l’activité bolchévique à Saint-Pétersbourg en 1905.
En 1908, Krassine quitta la Russie et se retira de l’activité politique pendant des années, mais après la Révolution de février 1917, il revint en Russie et rejoignit les bolcheviks. Krassine fut commissaire du peuple au commerce extérieur du gouvernement des Soviets entre 1920 et 1924.
En 1924 il fut élu au Comité Central du parti puis il fut envoyé à Paris comme premier ambassadeur soviétique en France. Un an plus tard, il quitte Paris pour devenir ambassadeur à Londres, où il resta jusqu’à sa mort de maladie en 1926. Les traitements proposés par son vieil ami, le médecin Alexandre Bogdanov, ne purent le sauver. Le cortège funèbre rassembla six mille personnes, dont de nombreux sympathisants bolchéviks ; il fut incinéré au Golders Green Crematorium et ses cendres furent inhumées au Kremlin de Moscou.

## Famille
Il avait épousé en premières noces Lioubov Vassilievna Milovidova, proche du mouvement social-démocrate dans sa jeunesse. C'est elle qui prit la décision de rester en Angleterre après la Révolution d'Octobre. Il eut trois filles de ce mariage, Lioudmilla, Ekaterina et Lioubov. Il épousa en secondes noces Tamara Vladimirovna Miklachevskaïa, peintre et fondatrice avec Maxime Gorki d'une commission pour la préservation des biens artistiques de la Russie. De ce mariage est issue une fille née en 1923, Tamara (future épouse Tarassov), par la suite cinéaste et critique de cinéma. Elle a un fils Constantin Constantinovitch Tarassov, dont descendance. Lioubov épousa en premières noces Gaston Bergery à qui elle donna un fils, Jean-François Bergery (1927-1977), filleul de Jean Cocteau, futur journaliste et scénariste. Elle divorce en 1928 et épouse en secondes noces en 1947 l'homme politique et journaliste français Emmanuel d'Astier de La Vigerie à qui elle donne deux fils, Christophe et Jérôme.

## En bref
Sa vie a fait l'objet d'un film biographique Diplomate rouge. Pages de la vie de Leonid Krassine (ru) réalisé en 1971 par Semion Aranovitch.